# Smogorzówek
Smogorzówek (dawniej: Smogorzów Mały) – wieś w Polsce położona w województwie dolnośląskim, w powiecie wołowskim, w gminie Wińsko.

## Podział administracyjny
W latach 1975–1998 miejscowość administracyjnie należała do województwa wrocławskiego.

## Nazwa
Dawniej miejscowość nosiła nazwę ewidencyjną Smogorzów Mały, w celu odróżnienia jej od położonego nieopodal Smogorzowa Wielkiego.